# Lugal-Anne-Mundu
Lugal-Anne-Mundu (khoảng thế kỷ 25 trước Công nguyên) là vị vua quan trọng nhất của thành bang Adab tại Sumer. Danh sách vua Sumer xác nhận rằng ông trị vì tới 90 năm từ sau sự thất bại của Meskiaj-Nanna xứ Ur. Có vài bảng chữ khắc đương đại đích thực về triều đại của Lugal-Anne-Mundu; ông còn được biết đến chủ yếu từ một văn bản sau này, có nội dung được sao chép từ một trong những bảng chữ khắc của mình. 
Đế quốc của ông, có lẽ là lần đầu tiên trong lịch sử đã sụp đổ khi ông qua đời. Sau này, danh sách vua chỉ ra rằng "vương quyền" (tức là quyền bá chủ dựa vào Nippur) đã rơi vào một triều đại đến từ Mari, bắt đầu với Anbu, tuy nhiên, có ý kiến cho rằng nhiều khả năng, chỉ có người cuối cùng trong số các vị vua Mari là Sharrumiter mới nắm quyền bá chủ sau Lugal-Anne-Mundu. Với sự tan rã của vương quốc Adab, các thành phố nổi bật khác xuất hiện đồng thời đã giành được độc lập của họ, bao gồm cả Lagash (Lugalanda), Akshak (mà không lâu sau đó đã giành được vương quyền từ Mari, có lẽ dưới thời Puzur-Nirah) và Umma (nơi vua Lugal-zage-si cuối cùng đã dựng lên đế chế riêng của mình trải dài khắp vùng Trăng Lưỡi Liềm Màu Mỡ).        

## Bảng chữ khắc "Lugal-Anne-Mundu"
Theo dòng chữ khắc rời rạc được quy cho (nhưng chỉ được biết đến từ hai bản sao niên đại từ triều đại của Abi-Eshuh và Ammi-Saduqa), ông đã khuất phục "Bốn Phần Tư" của thế giới - tức là toàn bộ vùng Trăng Lưỡi Liềm Màu Mỡ từ Địa Trung Hải đến dãy núi Zagros. Đế chế của ông được cho là bao gồm các tỉnh Elam, Marhashi, Gutium, Subartu, "vùng núi Cedar" (Liban), Amurru hoặc Martu, "Sutium" (?), và "dãy núi E-anna "(Uruk với ziggurat của nó?). Theo dòng chữ khắc này thì ông "khiến cho người dân của tất cả các vùng đất sống trong hòa bình như trên một đồng cỏ". Ông còn đề cập đến việc phải đối mặt với một liên minh của 13 viên thống đốc hoặc thủ lĩnh nổi loạn dưới sự lãnh đạo của Migir-Enlil của Marhashi; tất cả tên gọi của họ được xem là người Semit.
Arno Poebel đã xuất bản một bản dịch sơ bộ của một trong những mảnh vỡ vào năm 1909, mặc dù ông không thể nào lần ra được tên của nhà vua mà ông dịch là "Lugal [.....] ni-mungin". Hans Gustav Güterbock đã cho xuất bản một bản dịch hoàn chỉnh hơn vào năm 1934, nhưng nhanh chóng bác bỏ tài liệu này vì ngụy tạo và phần lớn là hư cấu. Tuy nhiên, một số nhà Sumer học gần đây nhất là Samuel Kramer, đã sẵn sàng cung cấp với sự tin tưởng rằng đây có thể là một bản sao của dòng chữ khắc sau cùng đúng thực của Lugal-Anne-Mundu.